# マフサ・アミニ抗議運動

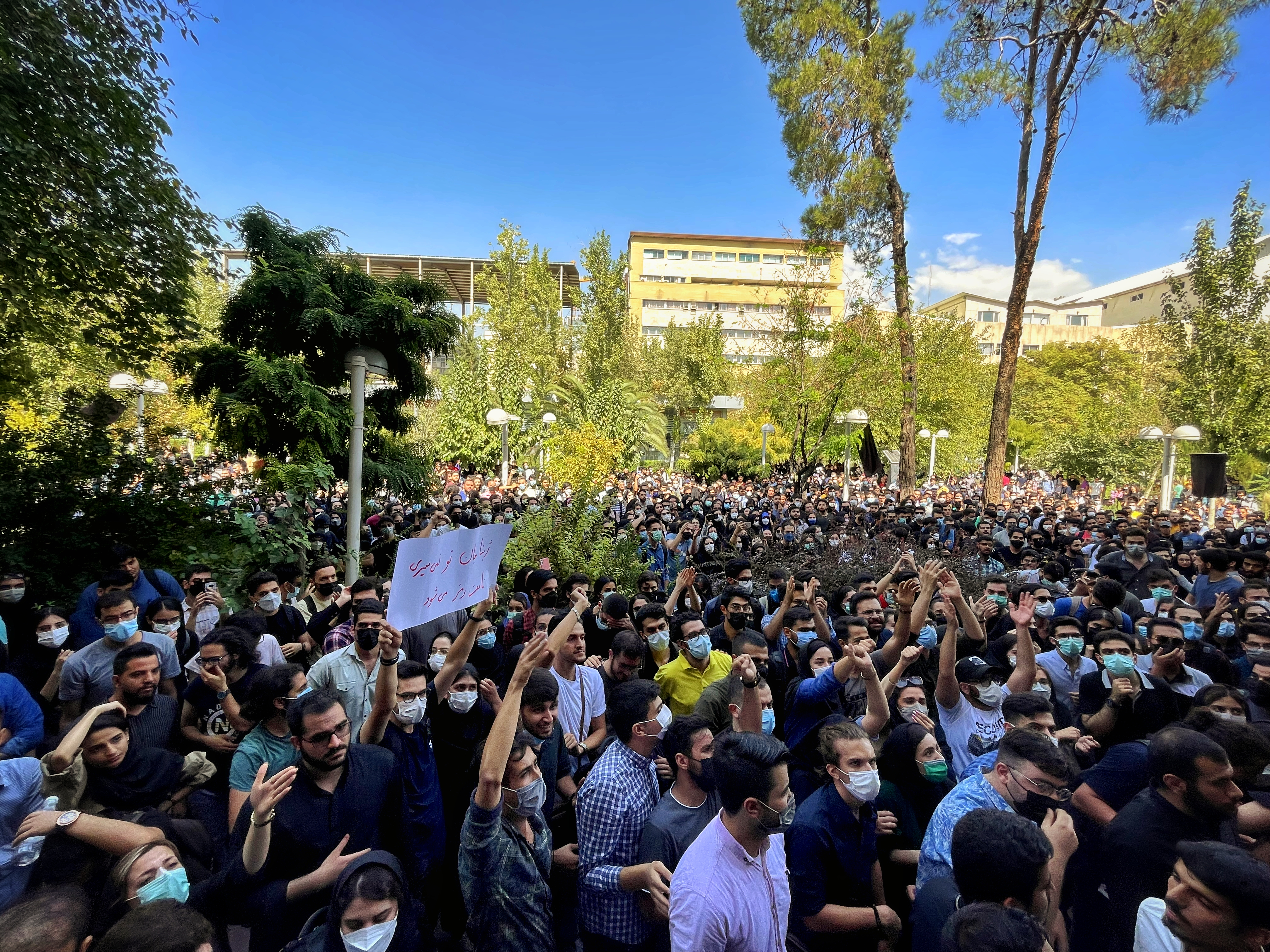
アミール・キャビール工科大学前での抗議活動の様子

マフサ・アミニ抗議運動（マフサ・アミニこうぎうんどう、英: Mahsa Amini protests、ペルシャ語: خیزش ۱۴۰۱ ایران）は、クルド人女性のマフサ・アミニ（ペルシア語: مهسا امینی、Mahsa Amini）が法律で義務付けられているヒジャブの着用方法に起因する風紀警察による暴行・死亡事件をきっかけに、2022年9月18日よりイランで始まった抗議運動。この抗議運動の名称は、死亡した女性の名前に由来している。当抗議運動はイラン全土のみならず、世界に広がった。